# Zakris Livin
Zacharias "Zakris" Livin, född 2 mars 1726 i Säby socken, Småland, död där 4 december 1788, var en svensk militär, jordbrukare och författare. Han var kusin till Clas Livijns farfar.
Zakris Livin var son till prosten Botvid Livin. Han blev student vid Uppsala universitet 1743, men lämnade snart studierna och blev fördubblingskorpral vid Smålands dragonregemente. 1758 avancerade han till stabskornett vid Svenska husarregementet, var 1768 vid stabsryttmästare Kungliga hussarregementet som hans regemente nu bytt namn till och erhöll 1771 avsked som major. Han bosatte sig därefter i hemsocknen som jordbrukare och var vid dödstillfället sysselsatt med att sätta upp en frikår som skulle delta i Gustav III:s ryska krig.
Han är känd som författare av den komiska hjältedikten Kyrkostötoschopia Sæbyensis eller Eric Jonssons, kyrkowäktares, brofogdes samt orgeltrampares lefwernes beskrifwning (1781, ny utgåva med inledning av Albert Nilsson).
Den litterära parodin, som har sin förlaga i Ludvig Holbergs Peder Paars. Berättelsens främsta litterära värde ligger i den förtrogna och detaljrika skildringen av småländskt allmogeliv.